# Gilbert Parker
Horatio Gilbert George Parker, né le 23 novembre 1862 à Camden East, Addington, Ontario, et mort le 6 septembre 1932 à Londres, connu sous le nom de Gilbert Parker, est un romancier canadien et homme politique britannique, fils du capitaine Joseph Parker, AR.

## Biographie
Il fait ses études en tant qu'enseignant à Ottawa et enseigne dans les écoles Marsh Hill et Bayside dans le comté de Hastings avant de devenir enseignant à l'Institut ontarien pour les sourds et muets (à Belleville, Ontario ) en 1882. De là, il continue à donner des cours au Trinity College. En 1886, il se rend en Australie et devient pendant un certain temps rédacteur en chef adjoint du Sydney Morning Herald. Il a également beaucoup voyagé dans le Pacifique, en Europe, en Asie, en Égypte, dans les îles des mers du Sud et par la suite dans le nord du Canada. Au début des années 1990, il commence à acquérir une réputation croissante à Londres en tant qu'écrivain de fiction romantique.
Les meilleurs de ses romans sont ceux où il a d'abord pris pour sujet l'histoire et la vie des Canadiens français ; et sa réputation littéraire permanente repose sur la qualité fine, descriptive et dramatique, de ses histoires canadiennes. Pierre et son peuple (1892) fut suivi de Mrs. Falchion (1893), The Trail of the Sword (1894), When Valmond came to Pontiac (1895), An Adventurer of Icy North (1895) et The Seats of the Mighty (1896, dramatisé en 1897). The Seats of the Mighty était un roman historique illustrant la conquête anglaise du Québec avec James Wolfe et le marquis de Montcalm comme deux des personnages. The Lane that Had No Turning (1900), une collection de nouvelles se déroulant dans la ville fictive de Pontiac au Québec, contient certaines de ses meilleures œuvres et est considérée par certains comme étant dans la tradition de classiques gothiques tels que Stoker's Dracula et James's Le Tour d'écrou. Dans The Battle of the Strong (1898), il innove en plaçant sa scène dans les îles anglo-normandes. Ses principaux livres ultérieurs étaient The Right of Way (1901), Donovan Pacha (1902), The Ladder of Swords (1904), The Weavers (1907), Northern Lights (1909), The Judgment House (1913), The Promised Land : Une histoire de David en Israël (1920), et La puissance et la gloire (1925). Parker en avait trois qui figuraient dans le top 10 de la liste annuelle des romans les plus vendus aux États-Unis, dont deux y figuraient pendant deux années consécutives. La nouvelle encyclopédie internationale de 1905 affirmait que c'était «la qualité dramatique de ses... livres [qui] leur avait valu [leur] popularité considérable, malgré leur mépris de la vérité dans la couleur locale».
Sir Gilbert Parker est également connu pour ses poésies, notamment le sonnet Reunited. Le compositeur anglais Sir Edward Elgar a mis en musique trois des poèmes romantiques de Parker : Oh, soft was the song, Twilight, Was it some Golden Star ? en 1910, dans le cadre d'un cycle de mélodies inachevé, son op. 59. Elgar a également mis en musique son petit poème Inside the Bar, écrit en 1917 à la suite de sa mise en musique des poèmes nautiques de guerre de Kipling dans The Fringes of the Fleet.

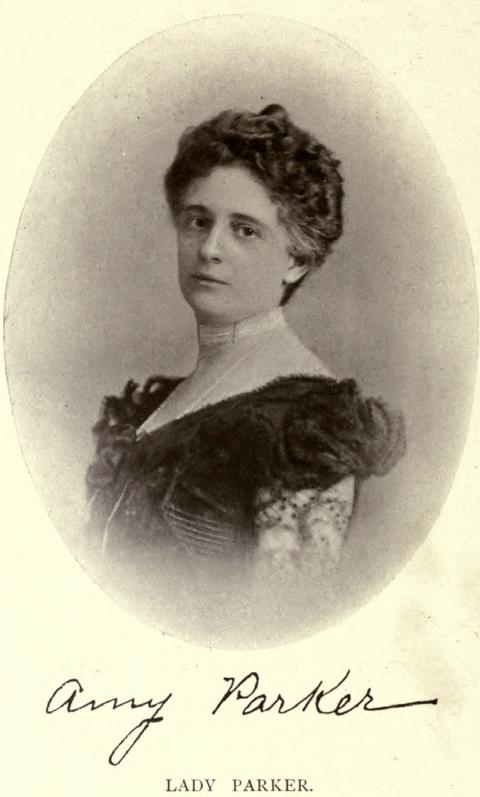
Lady Amy Parker par Elliott Fry

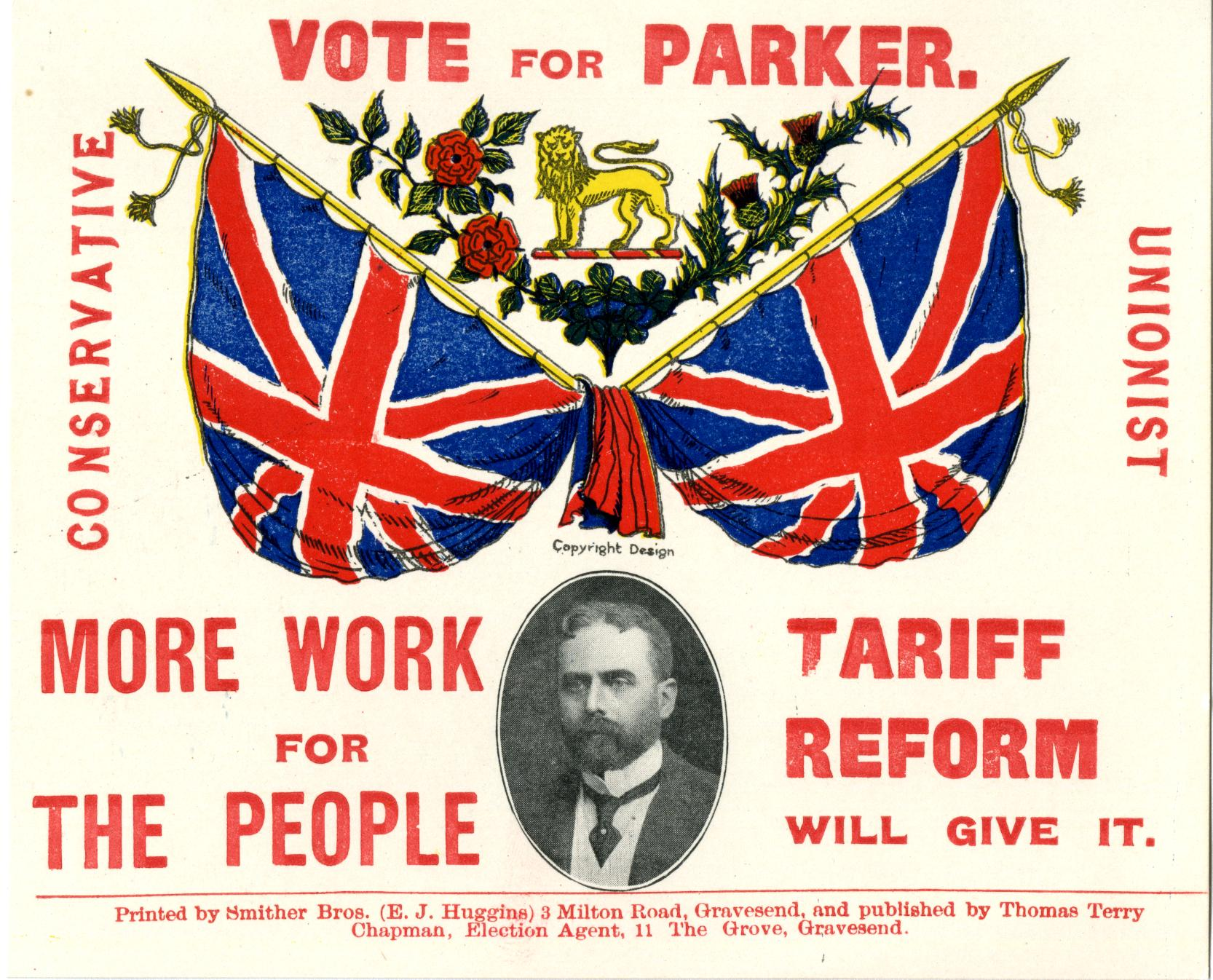
Votez pour l'affiche de Gilbert Parker d'environ 1900, soutenant la campagne de Parker pour le Parlement

Ses liens avec le Canada et son expérience en Australie et ailleurs avaient fait de lui un puissant impérialiste en politique et, à partir de ce moment, il commença à se consacrer en grande partie à une carrière politique. Il a continué son travail littéraire, mais certains des livres mentionnés en dernier ne peuvent être comparés à ceux par lesquels il s'est fait un nom.[réf. nécessaire] Il a été élu à la Chambre des communes britannique en tant que membre conservateur de Gravesend en 1900 et est resté député jusqu'en 1918.
Il a été fait chevalier dans les honneurs du couronnement de 1902 pour son service à la littérature canadienne, recevant l'accolade du roi Édouard VII au palais de Buckingham le 24 octobre de la même année. Au cours des années suivantes, il renforça continuellement sa position dans le parti, en particulier par son travail énergique en faveur de la réforme tarifaire et de la préférence impériale. Pendant la Première Guerre mondiale, il organisa la publicité britannique vers les États-Unis. Il est créé baronnet le 21 juin 1915 et nommé conseiller privé en 1916.
En mai 1905, Parker affirma publiquement avoir eu une "vision" d'un autre membre de la maison, Frederic Carne Rasch, malgré le fait que Rasch était connu pour être alité à la maison avec la grippe.
Il meurt à Londres (Angleterre) le 6 septembre 1932 et le 26 septembre, il est inhumé à Belleville, Ontario. L'un des porteurs honoraires était alors le premier ministre du Canada, Richard Bedford Bennett.
| Élection de 1900, Gravesend | Élection de 1900, Gravesend | Élection de 1900, Gravesend | Élection de 1900, Gravesend |
| Candidat                    | Parti                       | Votes                       | %                           |
| --------------------------- | --------------------------- | --------------------------- | --------------------------- |
| Gilbert Parker              | Parti conservateur          | 2 542                       | 58,5                        |
| HA Harmsworth               | Parti libéral               | 1 804                       | 41,5                        |

## Propagandiste de la Première Guerre mondiale
Les Britanniques ont déployé de gros efforts pour trouver un écrivain capable et persuasif pour communiquer efficacement avec les Américains. Ils ont décidé d'utiliser Sir Gilbert Parker. Les Britanniques ont fourni à Parker un "grand bureau de propagande" pour planifier, écrire et distribuer la nouvelle technique de propagande britannique. Son principal objectif était de créer de nouvelles relations et de conserver celles qui existaient déjà avec les citoyens américains. Ses écrits, connus sous le nom de "Livres blancs", ont été envoyés au New York Times en 1914. Le sous-titre de l'article disait : « Un appel modeste de Sir Gilbert Parker pour lire le côté britannique. Pour ce faire, Gilbert a couvert le peuple américain d'écrits de personnes telles que Rudyard Kipling, HG Wells, John Galsworthy, Arnold Bennett et George Bernard Shaw.
Utilisant sa renommée et son caractère, Sir Gilbert Parker a flatté la presse américaine avec des paroles éloquentes et des compliments. Il a qualifié les Américains de "peuple combattant". Il a également déclaré que "cette guerre leur prouvera qu'ils ont tout ce qu'ils ont toujours eu - le courage, la rapidité de conception, la capacité d'exécution et une franchise fulgurante". Ses écrits « éduquaient » essentiellement la seule source dont il savait qu'elle atteindrait la majorité des Américains. Cependant, il ne s'est pas arrêté là : il a continué à répandre ses « connaissances » en distribuant du « matériel de propagande » aux bibliothèques, aux établissements d'enseignement et aux périodiques américains. Tout en se concentrant sur les établissements professionnels, il a continué à créer des relations personnelles avec les élites américaines telles que les professeurs d'université, les scientifiques, les médecins, les politiciens, etc. Sa méthode d'établissement de relations personnelles a été un point de repère utilisé plus tard dans d'autres méthodes de propagande, « c'était la technique complète et habile qui sera développée plus tard par de nombreux autres propagandistes, lobbyistes et conseil des relations publiques ».[réf. nécessaire]
« Pratiquement depuis le jour où la guerre a éclaté, j'étais responsable de la publicité américaine. » Parker a joué un rôle crucial et important dans la propagande britannique pendant la Première Guerre mondiale. En raison de son mariage stratégique avec Amy VanTine, de sa réputation d'écrivain et de son statut social parmi le peuple américain, il avait noué de nombreuses amitiés avec des Américains influents dans toutes les professions. Le 2 septembre 1914, Parker est choisi par Charles Masterman et le gouvernement britannique pour diriger la subdivision de Wellington House chargée de la propagande américaine. Il n'était pas rémunéré et n'avait pas de titre officiel pour ce rôle. Son objectif était de convaincre l'Amérique de soutenir la cause britannique dans la guerre. Il a travaillé avec la théorie selon laquelle la cause britannique ne pouvait pas être accomplie par une «courtoisie violente», mais devait plutôt être des efforts de «courtoisie douce et modeste».

Ses activités au début de la Première Guerre mondiale comprenaient la réalisation d'une longue analyse de la presse américaine et l'établissement d'une liste de diffusion basée sur le Who's Who américain. Sa liste de diffusion comprend 260 000 Américains influents ainsi que des bibliothèques publiques, des YMCA, des universités, des collèges, des clubs et des journaux. Il a envoyé de la documentation de propagande générée par Wellington House à ceux qui figuraient sur sa liste de diffusion, mais les lettres ne portaient que le nom de Parker, ne mentionnant jamais Wellington House ou le gouvernement britannique. Voici un exemple d'une de ses nombreuses lettres :
Cher Monsieur, Je suis bien conscient que l'entreprise américaine a mis à disposition des réimpressions des documents officiels relatifs à la guerre européenne actuelle ; mais les tirages britanniques originaux de ces publications peuvent ne pas être accessibles aux personnes influentes qui les étudieraient pour une véritable histoire du conflit. Je me hasarde à vous envoyer sous une autre enveloppe plusieurs de ces documents officiels. Je suis sûr que vous ne considérerez pas cela comme une impertinence, mais vous réaliserez que les Britanniques sont profondément anxieux que leur cause puisse être jugée à partir de preuves faisant autorité. Comme la grande majorité des Américains, vous avez, sans aucun doute, décidé quel pays devrait être tenu pour responsable de cette tragédie, mais ces documents peuvent être utiles à titre de référence, et parce qu'ils contiennent des faits irréfutables, je pensez que vous les accueillerez probablement sous cette forme.

Ma longue et intime association avec les États-Unis à travers mes écrits me donne confiance pour vous approcher, et j'espère que vous ne me penserez pas intrusif ou ne comprendrez pas mal mon motif. Avec tout le respect, Je suis, Sincèrement vôtre, Gilbert Parker<br />
Chaque publication qu'il envoyait était accompagnée d'une lettre personnelle afin de le présenter comme un patriote anglais accomplissant son devoir. Son objectif était de gagner la confiance des Américains en se montrant amical et honnête. Il a écrit sur un ton qui suggérait qu'il était un partisan de la cause britannique, mais qu'il souhaitait promouvoir la compréhension internationale et qu'il était ouvert à entendre tous les points de vue. Cette tactique a convaincu de nombreux Américains que leur rôle dans la guerre était important, et beaucoup ont sympathisé avec la cause britannique à la suite de ses efforts.

### Résultat
Parker a poursuivi ses efforts de propagande jusqu'à l'année où les États-Unis sont entrés en guerre, 1917. Au début de 1917, il se rend aux États-Unis pour rencontrer des Américains avec qui il correspond. Le 3 février 1917, le président Woodrow Wilson a prononcé un discours lors de la visite de Parker qui a rompu les relations diplomatiques avec l'Allemagne. Les États-Unis avaient presque déclaré la guerre et Parker estimait avoir rempli ses responsabilités. Plus tard le même jour, il a démissionné de son poste à Wellington House, en raison, a-t-il dit, de sa santé défaillante.
Toutes les activités de Wellington House ont été gardées dans le plus grand secret. Cela a accru la crédibilité de leurs publications, car elles ne pouvaient être retracées à aucune source officielle. Les lettres de Parker cachaient leur lien et leur origine avec le gouvernement britannique, et ses contacts américains n'ont jamais réalisé qu'ils étaient manipulés. Aujourd'hui, son influence sur la Première Guerre mondiale et l'entrée de l'Amérique dans celle-ci est souvent négligée, même par une analyse de propagande apparemment complète.

## Filmographie
- The House with the Tall Porch (it), réalisé par J. Searle Dawley (1912, court métrage, basé sur la nouvelle The House with the Tall Porch)
- The Priest and the Man (it), réalisé par J. Searle Dawley (1913, court métrage, basé sur la nouvelle The Going of the White Swan)
- The Superior Law, réalisé par Oscar AC Lund (1913, court métrage, d'après le roman The Right of Way)
- The Translation of a Savage (it), réalisé par Walter Edwin (1913, court métrage, d'après le roman The Translation of a Savage)
- The Rightful Heir (it), réalisé par J. Searle Dawley (1913, court métrage, basé sur la nouvelle The Lane That Had No Turning)
- Pierre des plaines (1914, d'après le recueil de nouvelles Pierre et son peuple)
- The Going of the White Swan, réalisé par Colin Campbell (1914, court métrage, basé sur la nouvelle The Going of the White Swan)
- The Seats of the Mighty, réalisé par T. Hayes Hunter (1914, d'après le roman The Seats of the Mighty)
- The Right of Way, réalisé par John W. Noble (1915, d'après le roman The Right of Way )
- Jordan Is a Hard Road, réalisé par Allan Dwan (1915, basé sur la nouvelle Jordan Is a Hard Road)
- The Judgment House, réalisé par J. Stuart Blackton (1917, d'après le roman The Judgment House)
- Le Monde à vendre, réalisé par J. Stuart Blackton (1918, d'après le roman Le Monde à vendre)
- Wild Youth, réalisé par George Melford (1918, d'après le roman Wild Youth)
- Heart of the Wilds, réalisé par Marshall Neilan (1918, d'après la nouvelle She of the Triple Chevron)
- You Never Know Your Luck, réalisé par Frank Powell (1919, d'après le roman You Never Know Your Luck)
- The Right of Way, réalisé par John Francis Dillon (1920, d'après le roman The Right of Way)
- Voici ma femme !, réalisé par George Melford (1920, d'après le roman The Translation of a Savage)
- A Wise Fool, réalisé par George Melford (1921, d'après le roman The Money Master)
- The Lane That Had No Turning, réalisé par Victor Fleming (1922, d'après la nouvelle The Lane That Had No Turning)
- Over the Border, réalisé par Penrhyn Stanlaws (1922, d'après la nouvelle She of the Triple Chevron )
- The Lodge in the Wilderness, réalisé par Henry McCarthy (1926, d'après la nouvelle The Lodge in the Wilderness)
- The Right of Way, réalisé par Frank Lloyd (1931, d'après le roman The Right of Way)
- Voici ma femme !, réalisé par Mitchell Leisen (1934, d'après le roman The Translation of a Savage)
- Pierre des plaines, réalisé par George B. Seitz (1942, basé sur le recueil de nouvelles Pierre et son peuple)

## Remarques
1. 1 2  Terrence Craig, « Sir Horatio Gilbert George Parker », dans The Canadian Encyclopedia, 16 décembre 2013, online éd. (1re éd. 11 December 2008) (lire en ligne){{Article encyclopédique}} : l'usage du paramètre |périodique = Historica Canada laisse présager
  - soit d'une confusion entre les modèles {{article encyclopédique}} et {{article}}
  - soit d'une confusion entre les paramètres périodique et éditeur.

Merci de consulter la documentation des modèles et de corriger l'article.
2. ↑  « Parker, Sir Gilbert », Who's Who, vol. 59,‎ 1907, p. 1357 (lire en ligne)
3. ↑  John Coldwell Adams, Seated with the Mighty: a biography of Sir Gilbert Parker, Ottawa, Ontario, Canada, Borealis Press, 1979, 10–14 p. (ISBN 0-88887-002-7)
4. ↑  Jen Rubio, Introduction to The Lane that Had No Turning, Oakville, ON, Rock's Mills Press, 2015, viii (ISBN 978-0-9881293-7-5) :« "Parker's tales are times downright weird, with dark intrigue, generous hearts, tortured souls, and desperate violence." »
5. ↑  "The Promised Land, " OpenLibrary.org, Internet Archive, https://openlibrary.org/works/OL1796758W/The_promised_land
6. ↑  (en) « The Coronation Honours », The Times, no 36804,‎ 26 juin 1902, p. 5
7. ↑  (en) The London Gazette, no 27494, p. 7165, 11 November 1902.
8. ↑  John Coldwell Adams, Seated with the Mighty: a biography of Sir Gilbert Parker, Ottawa, Ontario, Canada, Borealis Press, 1979 (ISBN 0-88887-002-7), p. 129
9. ↑  Harper's Magazine, Volume 136, p. 522.
10. ↑  Sproule, Michael J. (1997) Propaganda and Democracy: The American Experience of Media and Mass Persuasion, page 7, Cambridge University Press  (ISBN 0-521-47022-6)